# Werner Pafel
Werner Pafel (* 21. September 1946) ist ein ehemaliger deutscher Fußballspieler. Er spielte für den 1. FC Lokomotive Leipzig und die BSG Stahl Riesa in der DDR-Oberliga, der höchsten Spielklasse im DDR-Fußball.

## Sportliche Laufbahn
Im Alter von 14 Jahren wurde Werner Pafel in die Nachwuchsabteilung des SC Einheit Dresden aufgenommen. Seine ersten Spiele im Männerbereich bestritt er in der Saison 1964/65, als er zweimal in der zweitklassigen DDR-Liga aufgeboten wurde. Eine Spielzeit später war er mit 22 Einsätzen bei 30 Ligaspielen schon Stammspieler. Anfang 1966 wurde die Fußballsektion des SC Einheit in die neu gebildete Fußballsportgemeinschaft (FSV) Lokomotive Dresden eingegliedert. Bis zum Ende der Saison 1967/68 konnte Pafel seinen Stammplatz in der DDR-Liga-Mannschaft behaupten, danach wurde er zum Oberligisten 1. FC Lokomotive Leipzig delegiert. Dort wurde er aber nur in den ersten beiden Punktspielen der Oberliga eingesetzt, anschließend wurde er für 18 Monate zum Wehrdienst in der Nationalen Volksarmee eingezogen. Während dieser Zeit konnte er bei der Armeesportgemeinschaft (ASG) Vorwärts Löbau in der drittklassigen Bezirksliga Dresden weiter Fußball spielen. Nach seiner Entlassung aus der Armee schloss sich Pafel dem Oberligisten Stahl Riesa an und konnte dort noch die letzten drei Punktspiele der Saison 1969/70 bestreiten. Danach gelang es ihm jedoch nicht, in der Oberligamannschaft Fuß zu fassen. 1970/71 kam er nur in der Rückrunde fünfmal als Einwechselspieler zum Einsatz. 1971/72 spielte er neunmal in der Oberliga, nur viermal stand er in der Startelf. 1972 musste Stahl Riesa in die DDR-Liga absteigen, erreichte aber den sofortigen Wiederaufstieg. Pafel war daran mit zwölf Liga- und vier Aufstiegsspieleinsätzen beteiligt. Für die Spielzeit 1973/74 wurde Pafel zwar wieder für die Oberligamannschaft der BSG Stahl gemeldet, kam aber nur zu sechs Einsätzen in der Oberliga, während er mit der zweiten Mannschaft in der DDR-Liga in zehn Punktspielen aufgeboten wurde. Zur Saison 1974/75 kehrte Pafel wieder zur FSV Lok Dresden zurück, die weiterhin in der DDR-Liga vertreten war. Dort bestritt er bis zum Ende der Spielzeit 1976/77 47 von 64 ausgetragenen Ligaspielen. Im Sommer 1977 trat er vom höherklassigen Fußball zurück, in dem er innerhalb von dreizehn Spielzeiten auf 25 Oberligaspiele (ein Tor) und 142 DDR-Liga-Spiele (28 Tore) gekommen war.